# Josef Zauner (Verleger)
Josef Zauner, Pseudonym Josef Düa (* 18. November 1895 in Kisfalud, deutsch Engelsbrunn, Königreich Ungarn, Österreich-Ungarn; † 1959 in Timișoara, Volksrepublik  Rumänien) war ein rumäniendeutscher Verleger, Esperantist und Pionier der europäischen Einigung.
Zauner ist einer der ersten, die sich entschieden für die Einführung einer gemeinsamen europäischen Währung engagierte. Vor ihm wurde schon der Speso verwendet, nach ihm der Stelo. Sein Leben und Werk geriet während des Zweiten Weltkriegs weitgehend in Vergessenheit; erst im Zusammenhang mit der Einführung des Euro wurde sein Name (z. B. aufgrund einer von ihm publizierten Postkarte aus der Zeit um 1930) wieder erwähnt.
Während die frühen Publikationen von Zauner heute verschollen sind, verfügt die Deutsche Esperanto-Bibliothek in Aalen über Exemplare von Josef Zauners Broschüren „Der Weg zur Europa-Partei“ (Timișoara, 1931) und „Genf oder Europa-Centro“ (Timișoara, 1936). In beiden Schriften setzt sich Zauner für die Gründung der „Vereinigten Staaten von Europa“ mit einer Zollunion, einer gemeinsamen Armee und einer gemeinsamen Währung ein. Im Gegensatz zum Programm der Paneuropa-Union sollten Zauners „Vereinigte Staaten von Europa“ auch die Sowjetunion einschließen, und „die europäische Sprache“ (= Esperanto) sollte als gemeinsame Zweitsprache die Europäer verbinden. 
Bereits 1934 betonte Zauner, dass die Einführung einer gemeinsamen europäischen Währung erst nach der politischen Union möglich sei.
In seiner Broschüre „Genf oder Europa-Centro“ von 1936 schreibt Zauner von den „neuen Verhältnissen“, die durch „unduldsame Regimes“ geprägt sind und daher neue Initiativen im Hinblick auf die europäische Einigung erfordern. Er plant daher nicht mehr die Gründung einer Europa-Partei, sondern schlägt vor, im Hitler-Deutschland unweit von Regensburg eine neue europäische Hauptstadt mit einem zentralen europäischen Flughafen zu gründen, die sich dann zum Zentrum des zusammenwachsenden Europas entwickeln soll.
Von 1930 bis 1937 gab Zauner die Zeitschrift UŜE-EĤO heraus, die unter Esperanto-Sprechern für die Verwirklichung der „Vereinigten Staaten von Europa“ warb.
1939 und 1941 veröffentlichte Zauner unter dem Pseudonym Josef Düa zwei Broschüren, die sich mit Ideen im Bereich der Technik befassen.

## Werke
- Josef Zauner: Der Weg zur Europa-Partei, Timișoara 1931
- Josef Zauner: L'eŭropanismo, Timișoara 1934
- Josef Zauner: Genf oder Europa-Centro?, Timișoara 1936
- Josef Zauner: Europäer, lernt europäisch! Lehr-, Übungs-, Kontroll- und Wörterbuch der europäischen Sprache, Timișoara 1939 (ein Esperanto-Lehrbuch)
- Josef Düa: Warum kein Schwingenflug?, Timișoara 1939
- Josef Düa: Das Schlagflächengesetz, Timișoara 1941